# Tsuguo Hongo
Tsuguo Hongo (本郷 次雄), ur. 1 listopada 1923, zm. 2 kwietnia 2007 – japoński mykolog specjalizujący się w biogeografii i taksonomii pieczarek.
W 1943 r. rozpoczął studia biologiczne na Wydział Biologii na obecnym Uniwersytecie w Hiroszimie, w 1946 roku uzyskał licencjat. W 1961 r. uzyskał stopień doktora na Uniwersytecie w Kioto za pracę „Agaricales of Japan”. Od 1987 do 1989 był prezesem Towarzystwa Mykologicznego Japonii. W 2003 roku otrzymał nagrodę Minakata Kumagusu za wkład w mykologię. Opublikował ponad 130 artykułów naukowych i 9 książek. Opisał także 215 nowych taksonów pieczarkowców Agaricales z różnych lokalizacji.
W nazwach naukowych utworzonych przez niego taksonów dodawane jest jego nazwisko Hongo. Na jego cześć nadano nazwy 6 gatunkom grzybów: Amanita hongoi, Boletus hongoi, Xerula hongoi, Pluteus hongoi, Russula hongoi, Strobilomyces hongoi, Tylopilus hongoi.